# Contarinia camphorosmae
Contarinia camphorosmae är en tvåvingeart som först beskrevs av Gagne 1920.  Contarinia camphorosmae ingår i släktet Contarinia och familjen gallmyggor.
Artens utbredningsområde är Spanien. Inga underarter finns listade i Catalogue of Life.